# Adolf Erik Nordenskiöld

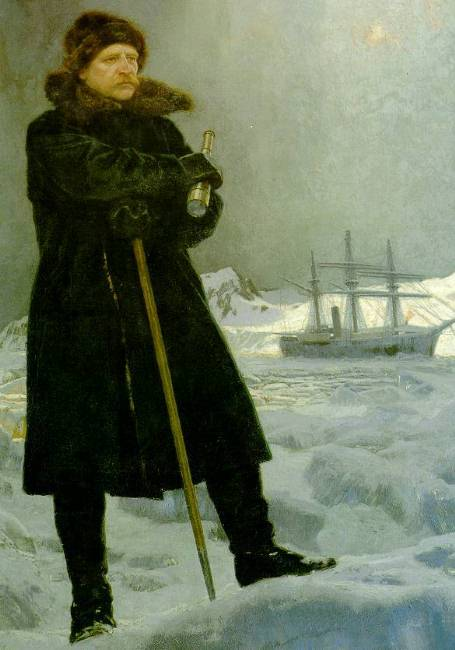
O parte din tabloul Adolf Erik Nordenskiöld de pictorul suedez Georg von Rosen (1886)

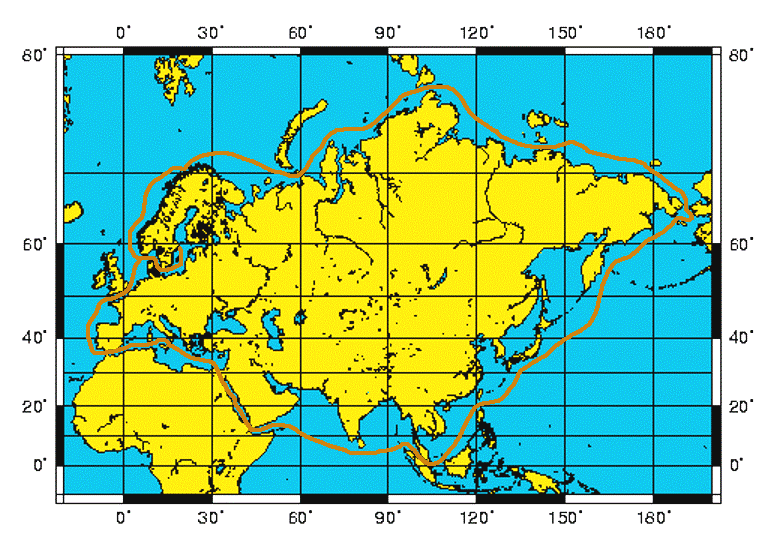
Ruta de călătorie de Adolf Erik Nordenskiöld

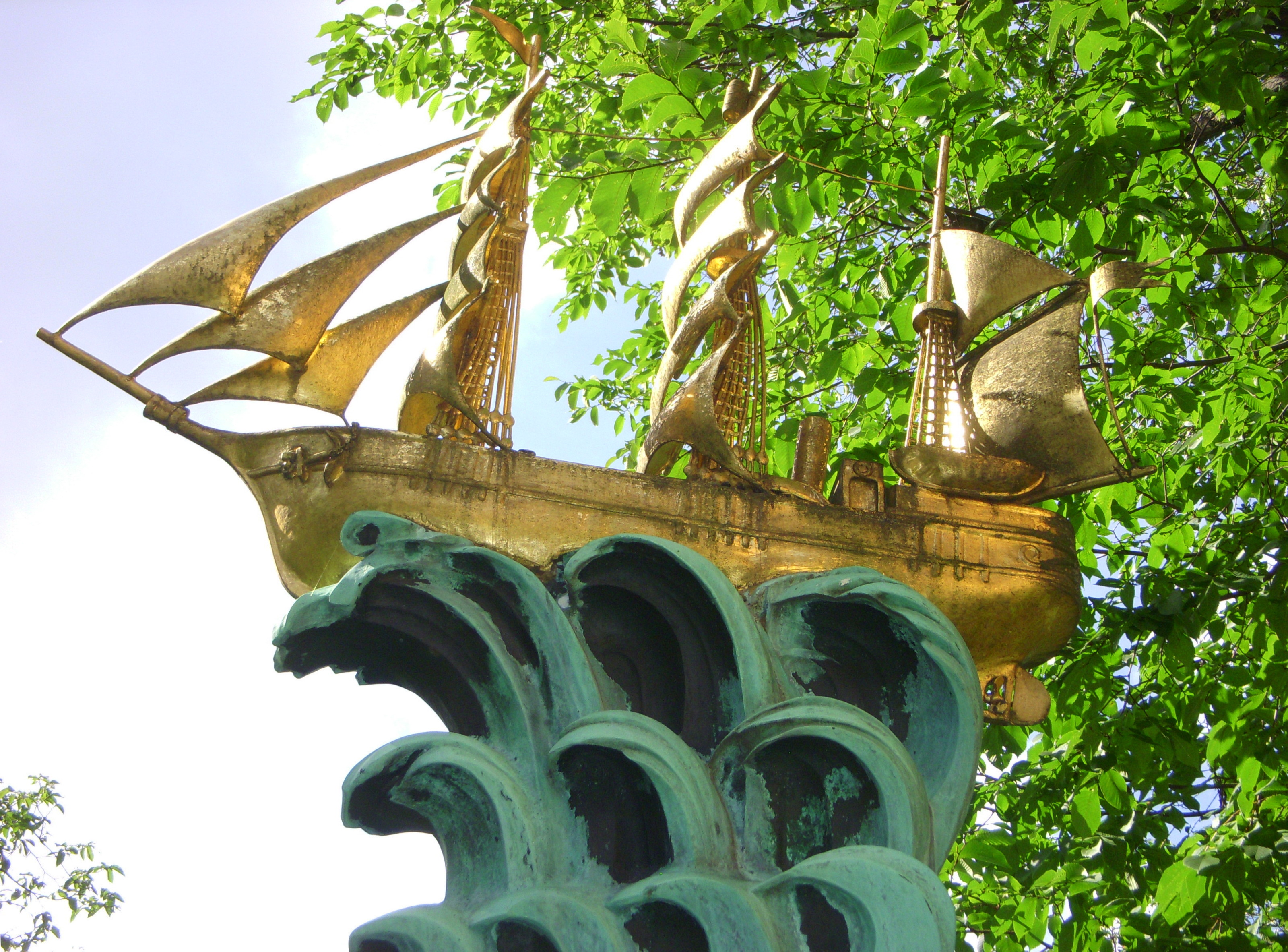
Monumentul Vegavon de Ivar Johnsson

Adolf Erik Freiherr von Nordenskiöld (n. 18 noiembrie 1832, Helsinki, Finlanda — d. 12 august 1901, Södermanland) a fost un baron în Suedia, profesor în Stockholm, explorator al Regiunii Polare, cartograf cu origini suedezo-finlandeze.